# 続猿蓑
続猿蓑（ぞくさるみの）は、俳諧の撰集で、俳諧七部集の一つ。宝生沾圃編、松尾芭蕉・各務支考補編。1698年（元禄11年）5月、井筒屋庄兵衛刊。

## 概要
はじめは沾圃(せんぽ)が選んでいたが、芭蕉が1694年（元禄7年）の最後の旅中に、支考と協議して補撰した。上巻に芭蕉・沾圃・馬莧・里圃の四吟歌仙、馬莧・沾圃・里圃の三吟歌仙、里圃・沾圃・芭蕉・馬莧の四吟歌仙、沾圃・芭蕉・支考・広瀬惟然の四吟歌仙、芭蕉・菅沼曲水（曲翠）・臥高・惟然・支考の五吟歌仙を収め、下巻に春夏秋冬之部、旅部の諸家発句を収める。森川許六が「『別座敷』『炭俵』の風熟吟せざる人、いかでか後猿（『続猿蓑』）の風に入事を得んや」と述べるように、「かるみ」を目指した『別座敷』『炭俵』に継ぐものである。